# توماس ساعاتي
ولد توماس ساعاتي في مدينة الموصل بالعراق سنة 1926.عالم متخصص في العلوم الرياضية. يشغل منصب أستاذ في جامعة بتسبرغ في الولايات المتحدة، حيث يدرس في كلية جوزف كاتز لدراسات الأعمال العليا. وهو مخترع ومصمم والباحث الرئيس لعملية التحليل الهرمي (بالإنجليزية: Analytic Hierarchy Process)‏ وهي العملية التي تشكل البنية الأساس في اتخاذ القرار وفي تحليل القرارات الواسعة النطاق والمتعددة الافرقاء والمعايير، وواضع عملية الشبكة التحليلية (بالإنجليزية: Analytic Network Process)‏ وعلاقتها التعميمية في اتخاذ القرارات واعتمادها عليها وفي التغذية الاسترجاعية.
أسهم الدكتور ساعاتي كثيراً في حقول البحث العلمي (برمجة العينة الخطية البيانية، الأوبئة وانتشار العوامل البيولوجية، نظرية الاصطفاف في رتل أو صفوف أو طوابير، وعلم الحساب السلوكي وارتباطه بالعمليات)، والحد من التسلح ونزع السلاح والتخطيط المديني. ألف الدكتور ساعاتي أكثر من ثلاثين كتاباً ونشر أكثر من ثلاثمئة مقال في البحث العلمي وإتخاذ القرار وعلم الحساب، تشمل مواضيعها النظرية البيانية وتطبيقها والحساب اللابياني والتخطيط التحليلي ونظرية الخدعة وحل الصراعات.
انتخب الدكتور ساعاتي عضواً في الأكاديمية الوطنية للمهندسين (2005)، وأكاديمية العلوم الملكية الأسبانية (1971). منحته جمعية العلماء الرياضيين في أميركا جائزة لستر فورد سنة 1973 لعمله المبرز في المسألة الرباعية الالوان. كما منحته الجمعية الدولية لاتخاذ القرارات المتعددة المعايير سنة 2000 الوسام الذهبي. وتسلم سنة 2007 جائزة أكاو من معهد «كيو أ ف د» (بالإنجليزية: QFD Institute)‏.
عمل الدكتور ساعاتي، قبل التحاقه بجامعة بتسبرغ، في كلية وارتون، التابعة لجامعة بنسلفينيا (1969 – 79) حيث درَس مادة الإحصاء والبحث العلمي. وكان قد عمل قبل ذلك لمدة خمسة عشر عاماً في الدوائر الحكومية الأميركية ومؤسسات تنشط في الابحاث الممولة من الحكومة، بينها مجموعة تقييم الفعاليات في جامعة MIT (معهد ماساتشوسس التقني). وكانت هذه المؤسسات تعد دراسات لصالح وزارة الدفاع الاميركية ومكتب الابحاث البحرية ووكالة الحد من التسلح ونزع السلاح، التابعة لوزارة الخارجية الاميركية. توفي في يوم 14 أغسطس 2017.

## التحصيل الجامعي
يحمل الدكتور ساعاتي شهادة الدكتوراه في العلوم الرياضية من جامعة يايل (1953). وكانت أطروحته التي أشرف عليها أينر كارل هيل عن «معادلة بسيل تريكومي» (بالإنجليزية: Bessel Tricomi)‏. وسبق أن تخرج سنة 1948 من كلية كولومبيا يونيون حاملاً شهادة بكالوريوس، وتابع دراسته العليا في الجامعة الكاتوليكية، وحصل عام 1949على درجة أستاذ في الفيزياء، وعلى درجة أستاذ في الرياضيات من جامعة يايل سنة 1951، وتابع دورة في الدروس العليا في جامعة باريس بين عامي 1952 و 1953. وكان الدكتور ساعاتي خلال اقامته في لبنان قد درس في ثانوية برمانا ومن ثم التحق بالجامعة الاميركية في بيروت حيث تابع دراساته الجامعية لمدة سنتين انتقل بعدها إلى الولايات المتحدة.